# Municipio de Danbury (Carolina del Norte)
El municipio de Danbury (en inglés: Danbury Township) es un municipio ubicado en el  condado de Stokes en el estado estadounidense de Carolina del Norte. En el año 2010 tenía una población de 1.238 habitantes.

## Geografía
El municipio de Danbury se encuentra ubicado en las coordenadas 36°23′38.5″N 80°12′56.18″O / 36.394028, -80.2156056.